# Port Navile
Le port Navile ou Darsene de Bologne, était le port fluvial  de la ville de Bologne en Italie du nord.

## Géographie
Le port était situé au nord de la troisième ceinture de murailles du centre historique de Bologne, à la hauteur de l’actuelle station ferroviaire, vers la porte Lame. C’est le point de jonction du canale delle Moline et du canale Cavaticcio, et le point de départ du canale Navile.

## Histoire
En parlant de « Bologne, port de mer » aujourd’hui parait être une erreur de langage ; par contre  l’histoire montre que depuis le Moyen Âge et jusqu’à la seconde moitié du XIXe siècle, cette appellation était justifiée. Bologne a toujours été un grand centre portuaire en liaison par bateaux avec la mer Adriatique, en empruntant les marais de la valle Padusa et le Pô.
- Avec le temps, ce parcours sera rationalisé par le creusement du canale Navile en 1208.
- Au départ, le port n’avait que la largeur du canal d’origine, et en 1288, le celui-ci fut élargi et aménagé pour créer un port fonctionnel : 11,4 mètres de large pour 76 mètres de longueur, pouvant accueillir trois bateaux de front. Les voies publiques qui y menaient étaient empierrées et bien tenues, avec un beau pont en bois, de 7,60 mètres de large, qui le reliait à la place du marché.
- Les bâtiments de fonction comprenaient : la maison du gardien, le bâtiment de la douane, les étables pour les chevaux et les bœufs, les logements pour les marins, de grands magasins de stockage, une grande place pour la manœuvre des chariots et le stockage du bois en transit (place appelée « pré de Margone »).
- Le port fut inexorablement détruit durant le dernier conflit, avec une activité réduite jusqu’en 1952.

Bologne ville « terrienne » est un stéréotype récent, qui remonte (au maximum) à la seconde moitié du XIXe siècle. Cette ville par contre, de ses origines, a toujours été un grand centre de trafic portuaire, avec des bateaux qui la reliaient régulièrement à l'Adriatique, d'abord au moyen de parcours qui exploitaient les marécages de plaine, ensuite, au Moyen Âge, ce parcours sera rationalisé avec creusement du canal Navile (qui est la suite du canal de Reno), doté de Sostegnazzi, c'est-à-dire d'écluses qui, en élevant et en abaissant les niveaux de l'eau, permettent aux bateaux de dépasser les obstacles. Diverses écluses existaient en plaine : La Bova, il Battiferro, Torreggiani, Landi, Grassi, La Chiesetta…
C’était l’unique lieu dans lequel pouvaient arriver les marchandises provenant du Ferrarais, même si les difficultés devaient ne pas manquer, soit pour l’exiguïté des lieux qui ne permettaient pas l’accostage à tous les bateaux, soit à la pénurie d'eau toujours imprévue. Dans ce cas donc, en aval du port, les charges trop élevées par rapport à la flottaison étaient transbordées sur des bateaux plus petits, ou bien, si l'eau était peu abondante pour naviguer, sur des chariots pour être menées jusqu'en ville.